# 吉田充宏
吉田 充宏（よしだ みつひろ、1979年3月20日 - ）は、日本のプロレスラー。

## 経歴
2007年8月24日、対リッキー・フジ戦でデビュー。
2009年、フリーとして活動。
2010年6月3日、DDTプロレスリング新木場大会終了後高木三四郎にKO-Dタッグ王座に挑戦を直訴廃墟プロレスの提案して高木も、これを承諾。7月30日、廃墟プロレスを開催。KO-Dタッグ選手権試合として王者の高木、澤宗紀に加えて現王者HARASHIMA、松本浩代組と対戦。パートナーは安倍健治。澤のお卍固めインザ穴で負ける。試合後に高木よりプロデュース力を買われてDDTの茨城興行任せると任命されて、それを承諾。8月29日、地下プロレスEXIT主催の富士山頂プロレスに参戦して三州ツバ吉、ペドロ高石、日龍、と頂上を目指すも途中はぐれてしまい試合には出られなかったが下山途中高山病の女性を救った。12月19日、DDT茨城大会のプロモーターとして就任。DDT新木場大会のお客様より大会名を公募して茨城でいかっぺよかっぺ2010と命名される。DDTいかっぺよかっぺ2010牛久大会を満員にさせて興行を成功。大会中に男色ディーノ、スペース論ゲイによって宇宙人にされた。12月、ユニオンプロレスのオーディションに応募して合格。大森隆男をコーチとする第2回「アックス・ボンバーズ」に加入。
2011年2月、沖縄プロレスに参戦して憧れのスペル・デルフィンと対戦。3月、自身の地元である茨城でごじゃっぺプロレス（現：GJPプロレスリング）を旗揚げ。4月、左手蜂窩織炎になり入院。7月2日、資材置き場プロレス開催。高木、飯伏幸太、中澤マイケル、葛西純と5WAYで戦った。興行は北海道から岐阜と幅広く300人の観客を集めた。8月、TAKAみちのくと対戦して敗れる。9月、DDT48総選挙にエントリーされる。10月、TAKAと組み真霜拳號、関根龍一組と対決して敗れる。12月23日、DDTプロレスいかっぺよかっぺ2011つくば大会に参戦。
2012年4月22日、ごじゃっぺプロレス牛久大会で保坂秀樹に敗れる。7月、プロレスリングZERO1に参戦して橋本大地とタッグを組み勝利する。8月、TAKAみちのくとシングルマッチで対戦して敗れる。
2013年2月、大谷晋二郎と初タッグを経験。4月、ごじゃっぺプロレス牛久大会にて保坂を倒してGJPヘビー級王座を獲得。9月、ごじゃっぺプロレスつくば大会にて藤波辰爾に敗れて2度目の防衛に失敗。試合後に藤波からベルトを一時返上されて次回の藤波参戦時にタッグを組む事を藤波も承諾。
2014年4月23日、ザ・グレート・カブキとタッグを組みカブキの教えでAWFに渡豪。4月26日、AWF Wrestling Australiaシドニー大会にてTNTに敗れ防衛に失敗。4月27日、AWF Wrestling Australiaシドニー大会にてTNT Dean Dravenと3WAYで対戦してGJPヘビー級王座を獲得。7月、AOMORI ROCK FESTIVAL DDTプロレスリングアイドルランブルに参戦。9月、高岩竜一に敗れて王座転落。10月、劇場版プロレスキャノンボールで鈴木みのる、高木三四郎、葛西純と対戦。
2015年5月、ディック東郷が設立したベトナム初のプロレス団体「NVP（ニュー・ベトナム・プロレスリング）」に選手兼代表として入団。7月、GJPつくば大会にて高岩竜一に勝利してGJPヘビー級王座を獲得。7月、メインイベントで高山善廣と組み藤波&LEONA組と対戦してドラゴンスリーパーに敗れた。8月、ベトナムのダナンで初めてプロレス行った。
2016年7月、ベトナムのダナンで越日フェスティバルにて3大会でプロレス興行を開催してベトナム人レスラーも誕生させた。8月、ミスユニバースファイナリストへの体幹トレーニング講師に就任。11月、曙と対戦してアケボノスプラッシュに敗れる。
2017年1月、蝶野正洋が代表を務めるNWHスポーツ救命協会の渉外に就任。11月、藤波辰爾、長州力とタッグマッチで対戦して長州のリキラリアットに敗れる。12月、鈴木みのると対戦してゴッチ式パイルドライバーに敗れる。
2018年1月14日、長州力プロデュースPOWER HALL2018 に参戦、同年4月21日に藤波辰爾が代表を務めるドラディションに参戦した。7月10日、長州力プロデュースPOWER HALL2018 に定期参戦、12月28日には長州力プロデュースPOWER HALL2018 にて藤原喜明と対戦し脇固めで敗れる。
2019年9月21日、長野ビッグハットにて蝶野正洋率いるTEAM2000の一員（TEAM2000マシーン１号）として武藤敬司、大鷲透、グレート無茶と対戦した。
2020年2月、茨城県つくばみらい市市議会選挙に出馬するも落選、12月にはプロレスリングFTOに定期参戦した。
2022年11月にはオーストラリアWSD初参戦し、同月に参加した無茶フェスでは鈴木みのると対戦ゴッチ式パイルドライバーに敗れる。
2023年4月29日、プロレスリングFTOに入団、同年10月22日、WSDタッグ王座獲得。

## 得意技
ムーンサルトプレス
デスバレーボム
ミツティカ
みっちゃんボンバー
みっちゃんヒザ小僧
ランニングニーバットと同型。

## 入場曲
- I’m Ready（原田英明）

## タイトル歴
- CLL認定守谷ワールドタッグ王座
- GJPヘビー級王座
- AWFクルーザー級王座
- WSDタッグ王座